# Středoamerické a karibské hry

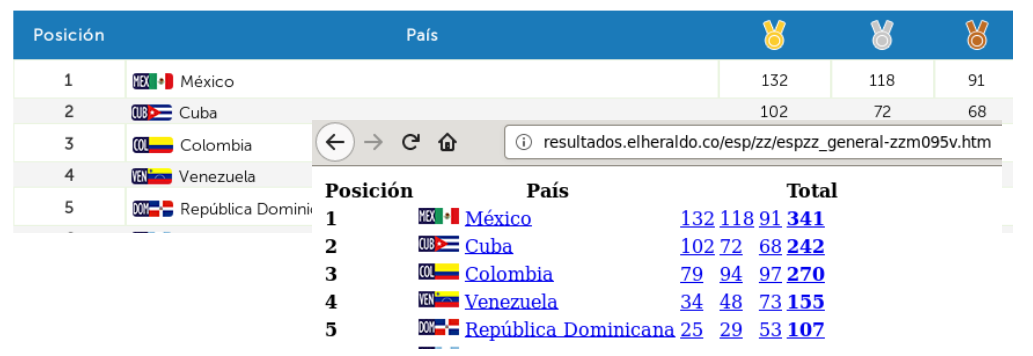
Dílčí sekce medailové tabulky Barranquilla 2018

Středoamerické a karibské hry (španělsky Juegos Centroamericanos y del Caribe, anglicky Central American and Caribbean Games) jsou významnou sportovní událostí v karibském a středoamerickém regionu, která se koná vždy jednou za 4 roky (podobně jako Olympijské hry).
Myšlenka uspořádat regionální „malé Olympijské hry“ se zrodila během Letní olympiády 1924 v Paříži. První hry se uskutečnily v roce 1926 za účasti sportovců z Mexika, Kuby a Guatemaly. První 3 ročníky her (1926, 1930, 1935) byl jejich oficiální celý název Středoamerické hry. Od ročníku 1938 se název změnil na současný Středoamerické a karibské hry, aby zohlednil přistoupení karibských států.
Hry jsou pořádány Středoamerickou a karibskou sportovní organizací (španělsky Organización Deportiva Centroamericana y del Caribe, zkratka ODECABE). Her pořádaných v roce 2018 se účastnilo 37 zemí .
- Americké Panenské ostrovy
- Antigua a Barbuda
- Aruba
- Bahamy
- Barbados
- Belize
- Bermudy
- Britské Panenské ostrovy
- Curaçao
- Dominika
- Dominikánská republika
- Francouzská Guyana
- Grenada
- Guadeloupe
- Guatemala
- Guyana
- Haiti
- Honduras
- Jamajka
- Kajmanské ostrovy
- Kolumbie
- Kostarika
- Kuba
- Martinik
- Mexiko
- Nikaragua
- Panama
- Portoriko
- Salvador
- Surinam
- Svatá Lucie
- Svatý Kryštof a Nevis
- Svatý Martin (nizozemská část)
- Svatý Vincenc a Grenadiny
- Trinidad a Tobago
- Turks a Caicos
- Venezuela

## Chronologický přehled
| Pořadí her | Rok  | Místo konání                               | Datum konání                | Počet zúčastněných zemí | Počet sportů | Počet sportovců |
| ---------- | ---- | ------------------------------------------ | --------------------------- | ----------------------- | ------------ | --------------- |
| I.         | 1926 | Ciudad de México, Mexiko                   | 12. listopad – 2. prosinec  | 3                       | 8            | 269             |
| II.        | 1930 | Havana, Kuba                               | 15. březen – 5. duben       | 8                       | 10           | 632             |
| III.       | 1935 | San Salvador, Salvador                     | 16. březen – 5. duben       | 9                       | 14           | 741             |
| IV.        | 1938 | Ciudad de Panamá, Panama                   | 5. únor – 24. únor          | 10                      | 18           | 1216            |
| V.         | 1946 | Barranquilla, Kolumbie                     | 8. prosinec – 28. prosinec  | 13                      | 19           | 1540            |
| VI.        | 1950 | Ciudad de Guatemala, Guatemala             | 28. únor – 12. březen       | 14                      | 19           | 1390            |
| VII.       | 1954 | Ciudad de México, Mexiko                   | 5. březen – 20. březen      | 12                      | 19           | 1321            |
| VIII.      | 1959 | Caracas, Venezuela                         | 6. leden – 15. leden        | 12                      | 17           | 1150            |
| IX.        | 1962 | Kingston, Jamajka                          | 15. srpen – 28. srpen       | 15                      | 16           | 1559            |
| X.         | 1966 | San Juan, Portoriko                        | 11. červenec – 25. červenec | 18                      | 17           | 1689            |
| XI.        | 1970 | Ciudad de Panamá, Panama                   | 28. únor – 13. březen       | 20                      | 16           | 2095            |
| XII.       | 1974 | Santo Domingo, Dominikánská republika      | 27. únor – 12. březen       | 23                      | 18           | 2052            |
| XIII.      | 1978 | Medellín, Kolumbie                         | 7. červenec – 28. červenec  | 21                      | 19           | 2605            |
| XIV.       | 1982 | Havana, Kuba                               | 7. srpen – 18. srpen        | 22                      | 24           | 2799            |
| XV.        | 1986 | Santiago de los Caballeros, Dom. republika | 24. červen – 5. červenec    | 26                      | 25           | 2963            |
| XVI.       | 1990 | Ciudad de México, Mexiko                   | 20. listopad – 3. prosinec  | 29                      | 30           | 4206            |
| XVII.      | 1993 | Ponce, Portoriko                           | 19. listopad – 30. listopad | 31                      | 32           | 3570            |
| XVIII.     | 1998 | Maracaibo, Venezuela                       | 8. srpen – 22. srpen        | 32                      | 30           | 4115            |
| XIX.       | 2002 | San Salvador, Salvador                     | 19. listopad – 30. listopad | 31                      | 37           | 4301            |
| XX.        | 2006 | Cartagena, Kolumbie                        | 15. červenec – 30. červenec | 32                      | 41           | 5200            |
| XXI.       | 2010 | Mayagüez, Portoriko                        | 18. červenec – 1. srpen     | 31                      | 45           | 5204            |
| XXII.      | 2014 | Veracruz, Mexiko                           | 14. listopad – 30. listopad | 31                      | 36           | 5707            |
| XXIII.     | 2018 | Barranquilla, Kolumbie                     | 19. červenec – 3. srpen     | 37                      | 36           | 5854            |
| XXIV.      | 2023 | San Salvador, Salvador                     | 23. červen – 8. červenec    |                         | 38           |                 |
| XXV.       | 2026 | Santo Domingo, Dominikánská republika      |                             |                         |              |                 |